# Джонні Кеш
Джо́нні Кеш (англ. Johnny Cash; 26 лютого 1932, Кінгсленд, Арканзас, США — 12 вересня 2003, Нашвілл, Теннессі, США) — американський співак, автор пісень, музикант і актор. Значна частина музики Кеша містила теми смутку, моральної скорботи та спокути, особливо на пізніх етапах його кар'єри. Джонні був відомим своїм глибоким, спокійним басо-баритоновим голосом, характерним звучанням його трендової групи The Tennessee Three, що вирізнялася тягучими ритмами гітари, непокірністю пронизаною темами журби, спасіння, страждань породжених моральними дилемами, безкоштовними тюремними концертами та використанням чорного сценічного гардеробу, що принесло йому прізвисько «чоловік у чорному» (англ. The Man in Black).
Народжений в родині бідних фермерів, що вирощували бавовну в Кінгсленді, штат Арканзас, Кеш піднявся до слави у тоді популярній рокабілі-сцені в Мемфісі, штат Теннессі, після чотирьох років служби у Повітряних силах США. Традиційно, він починав свої концерти з простого представлення: «Привіт, — я Джонні Кеш!» (англ. «Hello, I'm Johnny Cash»), і одразу починав грати одну з його авторських пісень «Folsom Prison Blue». Серед інших його авторських пісень: «I Walk the Line», «Ring of Fire», «Get Rhythm» та «Man in Black». Джонні також зняв жартівливі номери, такі як «One Piece at a Time» та «A Boy Named Sue», дует зі своєю майбутньою дружиною Джун під назвою «Jackson» (далі були ще багато дуетів після їх весілля), а також залізничні пісні, як-от «Hey, Porter», «Orange Blossom Special» та «Rock Island Line». На останньому етапі своєї кар'єри, він обробляв пісні сучасних рок-виконавців того часу; його найбільш помітними каверами були «Hurt» від «Nine Inch Nails», «Rusty Cage» від Soundgarden і «Personal Jesus» від Depeche Mode.
Кеш — один з найпопулярніших музичних виконавців усіх часів, який продав понад 90 мільйонів платівок у всьому світі. Його жанрова музика охоплювала кантрі, рок-н-рол, рокабілі, блюз, фолк і госпел. Таке поєднання стилів принесло йому рідкісну честь потрапити до Залів слави кантрі-музики, рок-н-ролу та госпел-музики.
Одна з найкращих пісень «Hurt» була записана за один дубль. Під час запису пісні, а потім і відеоряду Джонні Кеш плакав. Кеш помер 7 місяців потому. 2004 року вийшла американська біографічна драма режисера Джеймса Менґолда, про життя Джонні Кеша під назвою «Переступити межу» (англ. Walk the Line).

## Життєпис

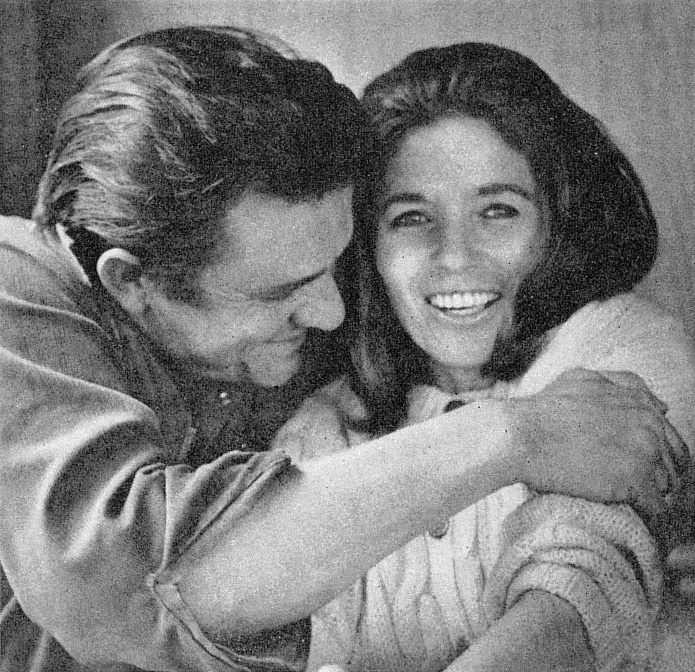
Джоні Кеш і його друга дружина, Джун Картер, 1969

Співак жив в незаможній сім'ї. Його батько був фермером, а мати домогосподаркою. Стосунки з батьком в Джона були гострими, оскільки батько часто випивав. Мати любила Джона та захищала від батька, за що не рідко отримувала побої. Брат Кеша був улюбленцем батька — працьовитий і прагматичний. Вони полюбляли разом слухати Джун Картер, яка згодом стала коханою Джона. Брат загинув через нещасний випадок на деревообробному станку, коли ще був дитиною.
Кеш покинув дім та пішов служити до американського війська. Саме там він і почав писати власні пісні.
Повернувшись до цивільного життя він вирішує записати першу власну платівку яка зробила його відомим.
Джон почав виступати із зірками того часу і сам ставав зіркою.
1976 року був великим маршалом на параді з нагоди 200-річчя США у Вашингтоні. Він був у костюмі від Нуді Кона, який на аукціоні 2010 року продали за 25 000 доларів.
В період частих виступів Джон вживав наркотики, які й зіпсували його кар'єру і життя надалі. Він дедалі більше вживав заборонені речовини і все менше уваги приділяв підготовці до концертів. Його арештували на кордоні з Мексикою, за перевезення наркотиків, які він заховав всередині гітари.
Побороти залежність йому допомогла його майбутня друга дружина Джун Картер. Вона допомогла налагодити йому життя та відновити стосунки із батьком.
Його пісня «Коли він прийде» («Джун Картер The Man Comes Around») була використана у титрах фільмів «Світанок мерців» та «Лоґан: Росомаха», а «Hurt» став саундтреком стрічки.

## Дискографія
- Johnny Cash with His Hot and Blue Guitar! (1957)
- The Fabulous Johnny Cash (1958)
- Hymns by Johnny Cash (1959)
- Songs of Our Soil (1959)
- Now, There Was a Song! (1960)
- Ride This Train (1960)
- Hymns from the Heart (1962)
- The Sound of Johnny Cash (1962)
- Blood, Sweat and Tears (1963)
- The Christmas Spirit (1963)
- Keep on the Sunny Side (with the Carter Family) (1964)
- I Walk the Line (1964)
- Bitter Tears: Ballads of the American Indian (1964)
- Orange Blossom Special (1965)
- Johnny Cash Sings the Ballads of the True West (1965)
- Everybody Loves a Nut (1966)
- Happiness Is You (1966)
- Carryin' On with Johnny Cash & June Carter (with June Carter) (1967)
- From Sea to Shining Sea (1968)
- The Holy Land (1969)
- Hello, I'm Johnny Cash (1970)
- Man in Black (1971)
- A Thing Called Love (1972)
- America: A 200-Year Salute in Story and Song (1972)
- The Johnny Cash Family Christmas (1972)
- Any Old Wind That Blows (1973)
- Johnny Cash and His Woman (with June Carter Cash) (1973)
- Ragged Old Flag (1974)
- The Junkie and the Juicehead Minus Me (1974)
- The Johnny Cash Children's Album (1975)
- Johnny Cash Sings Precious Memories (1975)
- John R. Cash (1975)
- Look at Them Beans (1975)
- One Piece at a Time (1976)
- The Last Gunfighter Ballad (1977)
- The Rambler (1977)
- I Would Like to See You Again (1978)
- Gone Girl (1978)
- Silver (1979)
- A Believer Sings the Truth (1979)
- Johnny Cash Sings with the BC Goodpasture Christian School (1979)
- Rockabilly Blues (1980)
- Classic Christmas (1980)
- The Baron (1981)
- The Adventures of Johnny Cash (1982)
- Johnny 99 (1983)
- Highwayman (with Waylon Jennings, Willie Nelson & Кріс Крістоферсон) (1985)
- Rainbow (1985)
- Heroes (with Waylon Jennings) (1986)
- Class of '55 (з Roy Orbison, Джеррі Лі Льюїсом & Carl Perkins) (1986)
- Believe in Him (1986)
- Johnny Cash Is Coming to Town (1987)
- Classic Cash: Hall of Fame Series (1988)
- Water from the Wells of Home (1988)
- Boom Chicka Boom (1990)
- Highwayman 2 (з Waylon Jennings, Willie Nelson & Кріс Крістоферсон) (1990)
- The Mystery of Life (1991)
- Country Christmas (1991)
- American Recordings (1994)
- The Road Goes on Forever (з Waylon Jennings, Willie Nelson & Кріс Крістоферсон) (1995)
- American II: Unchained (1996)
- American III: Solitary Man (2000)
- American IV: The Man Comes Around (2002)
- God's Gonna Cut You Down (2003)
- My Mother's Hymn Book (2004)
- American V: A Hundred Highways (2006)
- American VI: Ain't No Grave (2010)
- Out Among the Stars (2014)